# کودل‌استارت
کودل‌استارت (به هلندی: Kudelstaart) یک منطقهٔ مسکونی در هلند است که در آلسمیر واقع شده‌است. کودل‌استارت ۹٬۲۱۸ نفر جمعیت دارد.